# コペン・アフマディエフ
コペン・アフマディエフ（Көпен Ахмадиев；1955年12月6日 -）は、カザフスタン共和国の軍人。カザフスタン防空軍総司令官。中将。
東カザフスタン州ウスチ・カメノゴルスク市出身。1976年、オルジョニキゼ高等高射ミサイル指揮学校を卒業し、ザバイカル軍管区で小隊長として勤務。1979年2月から1986年6月まで、発射中隊長、高射ミサイル大隊参謀長、指揮所長、高射ミサイル大隊長を歴任。
1989年、防空軍事アカデミーを卒業。その後、中央アジア軍管区で高射ミサイル連隊副連隊長、参謀長、連隊長を歴任。1993年11月、カザフスタン防空軍参謀長に任命。1998年4月から防空軍参謀総長。2001年10月、カザフスタン共和国軍参謀第一次長に任命。
2001年12月、防空軍司令官に任命。2003年9月、防空軍総司令官に任命。
「武勲に対する」勲章を受章。